# Жінки в Першій світовій війні
Жінки у Першій світовій війні (англ. Women in the First World War) — учасниці війни 1914—1918, розширили розуміння військової справи як суто чоловічої. Історія попередніх війн поділялася на суто чоловічий досвід на полі бою та досвід жінки, що пасивно чекала свого чоловіка в тилу. Перша світова змінила це співвідношення.
Переважна більшість жінок були призвані до цивільної робочої сили, щоб замінити призовників або працювати на значно розширених заводах з виробництва боєприпасів. Жінки також виконували важку роботу у сільському господарстві, сфері обслуговування, на транспорті, вели списки поранених та загиблих, займалися благодійністю.
Серед людей, які добровільно йшли на війну, були дівчата і жінки, що отримали професію медичної сестри і працювали в госпіталях по догляду за пораненими. Деякі з них перевдягались у чоловічий одяг і йшли санітарками, щоб допомагати пораненим безпосередньо на полі бою, інші формували жіночі військові частини діючої армії і воювали безпосередньо.

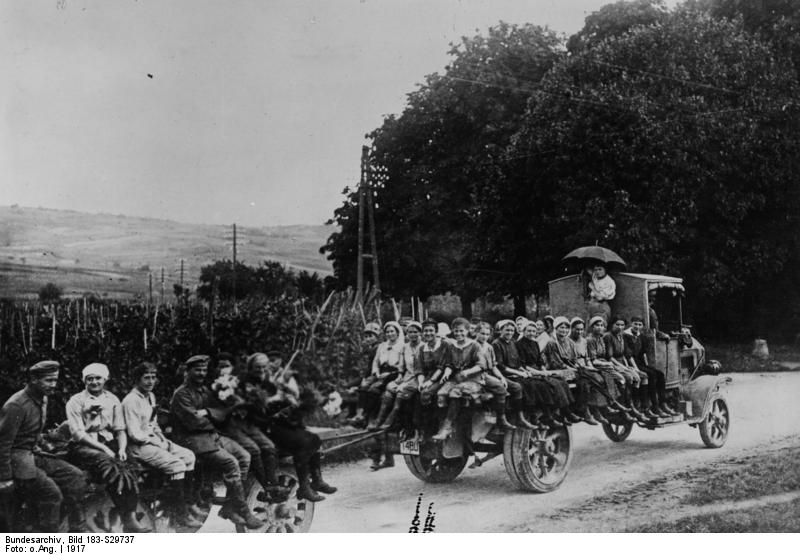
Німецькі військові робітниці в 1917 році

У ряді країн, які брали участь у війні, жінки ставали героями за участь у русі опору та шпигунство, роботу, пов’язану з медичною професією, журналістикою та бойовими діями. Багато з них були відзначені медалями своєї та інших країн.
З тисяч жінок, які воювали за свою країну, багатьом довелося приховувати свою стать. Коли їх виявляли, їх зазвичай звільняли зі служби, як це було в Британії та Франції. В інших країнах, таких як Німеччина, Сербія та Росія, їм було дозволено служити відкрито.
Світова війна викликала незворотні зрушення в розвитку держав, змінилось ставлення і до жіноцтва.
В історії Першої світової досі актуальні питання «жінка та війна», «жінка та армія», оскільки роль жіноцтва у світових і регіональних війнах до цього часу залишаються майже не вивченими.

## Причини участі
Мотиви жінок, які активно долучилися до воєнних дій, були різноманітними. Одні намагалися довести свою цінність як підтримки близьких у війську, інших приваблювала ідея бути корисними на інших посадах, окрім тих, які вважалися "жіночою роботою".
Багато жінок вірили, що їхній внесок у військові дії допоможе їм отримати право голосу. І під час війни, фактично, світовий рух за жіноче виборче право продовжував досягати успіхів, коли Данія та Ісландія надали повне виборче право жінкам у 1915 році; наступного року виборчі права були також розширені в Норвегії та Канаді. У лютому 1918 року Велика Британія прийняла важливий закон про виборче право, який вважався безпосередньо пов’язаним із важливістю участі жінок у військових діях. Після багатьох років опозиції президент Сполучених Штатів Вудро Вільсон змінив свою позицію в 1918 році, щоб виступити за виборче право жінок на знак визнання їхніх заслуг.

## Антивоєнні настрої
Інші жінки протестували проти війни та намагалися переконати світових лідерів припинити її. Наприклад, у 1915 році у Нідерландах Міжнародний конгрес жінок провів зустріч, яку зазвичай називають Жіночим конгресом миру або Жінки в Гаазі, на якій були присутні понад 1000 жінок.

## Журналістки та письменниці
У той час як багато жінок, які брали участь у війні, вели щоденники чи нотатки, які пізніше опублікували як спогади, деякі жінки-журналістки їздили на передову та за її межі, щоб отримати розповіді про те, що насправді відбувалося під час війни. Як і їхні колеги-чоловіки, вони піддавалися пильному нагляду та цензурі, але їм було ще важче отримати доступ до інформації, яку вони потребували для своїх історій.
- Мілдред Олдріч - американська журналістка, редакторка, письменниця і перекладачка. У 1914 році, незадовго до початку Першої світової війни, вона усамітнилася в будинку у французькій сільській місцевості з видом на долину річки Марна.[9] Вона опублікувала роман і чотири розповіді про своє життя, засновані на збірниках її листів, написаних в роки війни.[10][9] У 1922 році її нагородили французьким орденом Почесного легіону на знак визнання її допомоги солдатам та біженцям та впливу а також за вплив, який її книги, ймовірно, мали на переконання уряду США оголосити війну Німеччина.[9][11]
- Мадлен Забріскі Доті - американська адвокатка і журналістка. У 1915 році, в як кореспондентка New York Evening Post, вона відвідувала жіночий Конгрес миру в Нідерландах, який також називали «жінки в Гаазі». Потім New-York Tribune доручила їй зробити репортаж про Німеччину воєнного часу. Незважаючи на те, що вона не розмовляла німецькою мовою, вона здійснила дві поїздки до Німеччини, під час яких зустрілася з пацифістами соціал-демократами. Під час своєї другої поїздки вона побачила, що блокада союзників призвела лише до сильного голоду серед людей. Незважаючи на постійне спостереження, їй дозволили приєднатися до офіційного туру журналістів по Німеччині. Вона повернулася до Сполучених Штатів і опублікувала у великих виданнях кілька статей. Згодом вони були зібрані в книзі під назвою "Короткі пайки: Американська жінка в Німеччині, 1915-1916"[12], опублікованій в 1917 році.[13]

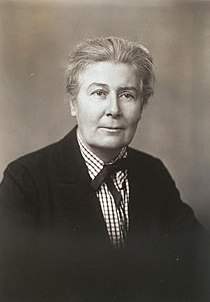
Портрет Еллен Ламотт

- Портрет Еллен ЛамоттАмериканська медсестра та письменниця Еллен Ла Мотт працювала у французькому госпіталі в Бельгії, щоб написати свою історію. Її книга «Зворотна хвиля війни» була опублікована в 1916 році. Замість того, щоб пропагувати славу та героїзм, книга зосередилася на болісній смерті людей далеко від своїх друзів та сімей. Книга була заборонена у Франції та Великій Британії, але добре прийнята в США, поки ця країна не вступила у війну, коли вона була заборонена і там.[14]
- Дороті Лоуренс - англійська журналістка-початківиця, яка хотіла стати військовою кореспонденткою. У 1915 році вона поїхала до Франції і видала себе за солдата-чоловіка, який працював сапером в королівських інженерних військах.[15] Через 10 днів проблеми зі здоров'ям змусили її з'явитися з повинною. Після звільнення її змусили підписати письмові показання під присягою, в яких вона погодилася не писати про свої переживання. Після війни вона видала книгу під назвою «Сапер Дороті Лоуренс: єдина англійська жінка-солдат»(1919), але вона зазнала жорсткої цензури і не мала успіху.[14] У 2003 році її історія була розкрита заново.[16] Її автобіографія була перевидана в 2010 році, і вона була представлена на виставці, присвяченій жінкам на війні, в імперському військовому музеї.[15] З 2015 року за мотивами оповідання Лоуренс було знято кілька п'єс і фільмів.[16]
- «Німеччина під час війни: що бачила І чула американська дівчина» (1917)[17] була написана і проілюстрована американкою Мері Етель Маколі, художницею і військовою кореспонденткою Pittsburgh Post-Dispatch, яка  під час війни провела два роки в Німеччині.[18][19][20] Опубліковано після коли США вступили у війну, книга вважалася занадто симпатичною до простих німців і була негайно вилучена урядом.[21]
- Американська письменниця детективів Мері Робертс Райнгарт, постійна співробітниця Saturday Evening Post, у 1915 році переконала редактора The Post відправити її на передову в Бельгію. Виходячи з попереднього навчання медсестри, вона переконала Бельгійський Червоний Хрест надати їй доступ до армійських госпіталів, і їй було дозволено гастролювати по бельгійському фронту, включаючи нічийну землю. Вона також отримала дозвіл на особисті розмови з королем Бельгії Альбертом I, його дружиною королевою Єлизаветою і королевою Англії Марією, дружиною британського короля Георга V. Крім того, вона брала інтерв'ю у лідерів союзників Фердинанда Фоша і Вінстона Черчилля. Після повернення додому Райнхарт написала 10 статей для Saturday Evening Post, заснованих на її спостереженнях. Статті були також опубліковані в лондонській "Таймс" і згодом зібрані в книгу під назвою «Королі, королеви та пішаки: Американська жінка на фронті».[22]

## Австро-Угорщина
Наприкінці липня 1914 року віденська преса поширила повідомлення, опубліковане першою великою австрійською жіночою групою Frauenhifsaktion Wien, у якому закликали «австрійських жінок» виконувати свої обов’язки перед нацією та брати участь у військових зусиллях. Очікується, що протягом цього часу жінки забезпечуватимуть більшу частину необхідної робочої сили, і, залежно від соціального класу, деякі навіть братимуть участь у керівництві місцевими громадами в Австрії.

### Визначні особистості
Вікторія Савс пішла на військову службу в австро-угорську армію, переодягнена в чоловічий одяг, і була нагороджена за хоробрість у боях на італійському фронті в Альпах. Вона та Стефані Голленштейн були єдиними двома відомими австрійськими жінками на передовій.

### Українки

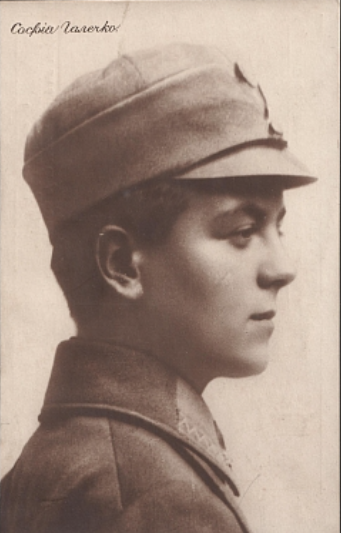
Софія Галечко, хорунжа УСС

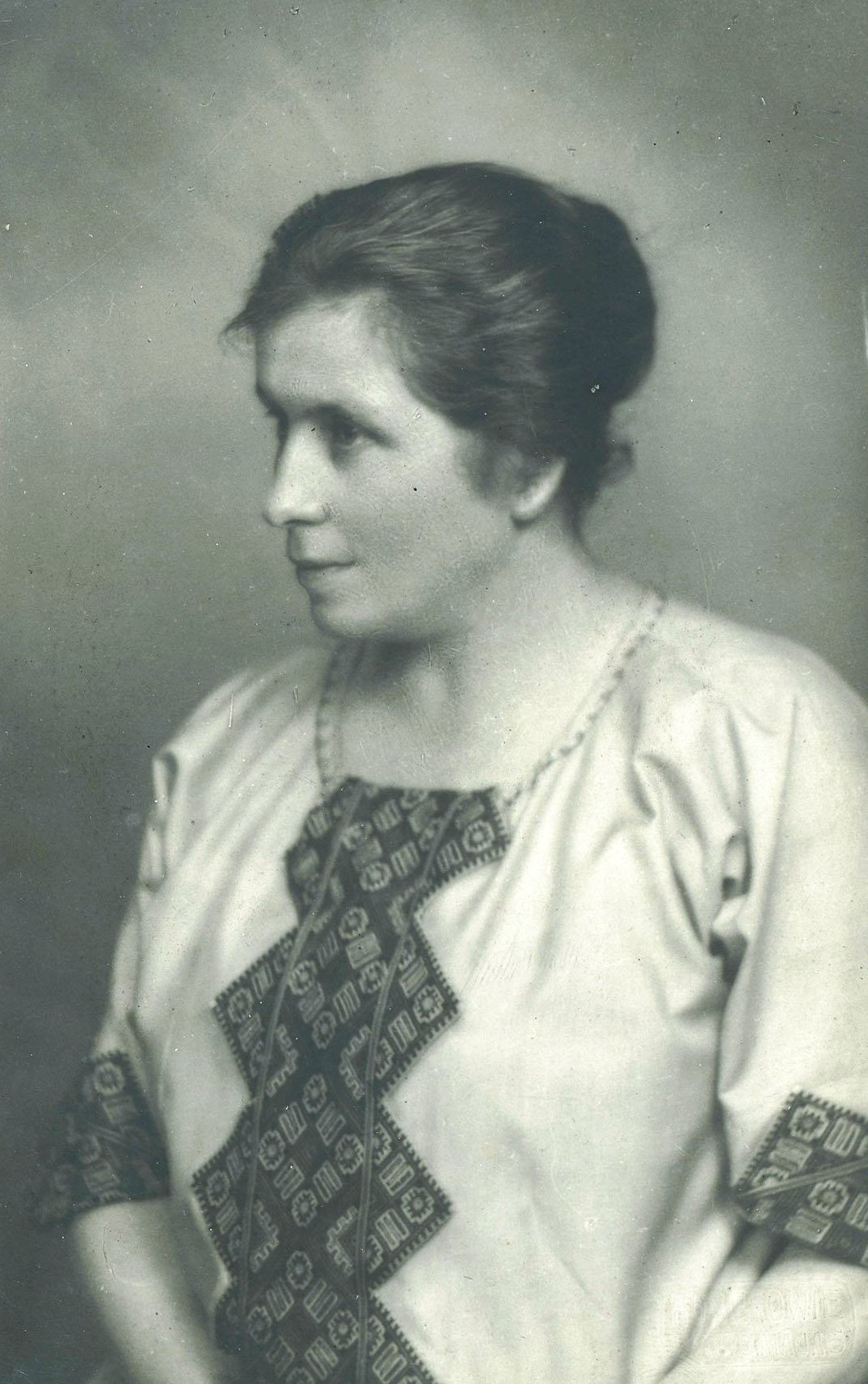
Катря Гриневичева

Участь жінок українського походження досліджена ще скупіше, ніж участь росіянок. Наявні лише деякі дані про українок: Олену Степанів, Катрю Гриневичеву, Софію Галечко, Гандзю Дмитерко, Василину Ощипко, Олену Кузь, Павлину Михайлишин, Павлюченко.
Катря Гриневичева виросла у заможній спольщеній родині і не знала української до 18 років, коли усвідомила свою національну приналежність і постановила подальшим життям служити власному народові. Ідеями українського патріотизму були пройняті всі художні твори письменниці, її педагогічна діяльність була жертовною. Заможна спольщена спільнота, родина, приятелі Гриневичевої відвернулися від неї, насміхаючись з неї та її матеріальних нестатків. Адже перед нею, добре освіченою викладачкою, яка насмілилась кинути виклик шовіністичній польській політиці, закрилися всі двері до державного вчителювання. У Першу світову Гриневичева їде у Ґмінд - невелике поселення у болотах тодішньої Австрії, куди уряд зігнав на час війни українських селян з усіх куточків Галичини, боячись, що вони можуть стати на бік Росії. Фактично, тим прирік їх на вмирання від голоду і хвороб. Там Гриневичева працювала вчителькою баракової школи.
У подібні табори, щоб допомогти народу, йшли найкращі представниці тогочасної української інтелігенції. Вони ставали сестрами милосердя, навчали дітей, писали листи і скарги, надавали першу необхідну допомогу. Катря Гриневича постійно інформувала часопис «Вісник визволення України» про злочини в таборі, знущання, заперечення будь-яких прав людини і про геноцид українців. Вона також вислала М. Возняку свої новели, нариси і статті про Гмінд для публікації у «Літературно-науковому віснику». Ці матеріали сколихнули світ. Під тиском громадськості табір у Ґмінді закрили, а людей звільнили.
Героїзм проявляли українки в добу визвольних змагань українського народу в період Першої світової та боротьби за українську державу. Подвигами прославились українські січовички, які, не вагаючись, стали поруч з чоловіками на боротьбу з Росією. Активність і героїзм українок, що створили жіночу бойову одиницю і гідно пройшли крізь випробування Першої світової, були унікальними.
Австрійські газети в часи війни відзначали, що це перші жінки у бойових формуваннях Європи. А було їх немало – 33 - у сформованій ще до війни жіночій сотні УСС-ІІ. Це Олена Степанів, Софія Галечко, Гандзя Дмитерко, Василина Ощипко, Олена Кузь, Павлина Михайлишин. Жінки – стрільчині та санітарки – витримали бій під Маківкою, після котрого Олена Степанів та Софія Галечко були нагороджені срібними медалями хоробрості.
Багато жінок працювали в лазаретах. Жінка могла жити у прифронтових населених пунктах і ховатися від артилерії, тікати з приходом ворожих військ у сусіднє село або місто. Будь-який із цих сюжетів призводив до кардинальної зміни способу життя жіноцтва. Змінилося життя й українок на території Австро-Угорщини. Галичина протягом 1914‒1920 років стала ареною масштабних боїв. Спочатку між Антантою й Четверним союзом, а згодом між поляками, українцями та всіма іншими силами, які почали діяти після розпаду імперій Габсбургів та Романових.
Життя жінки змінилося так само, як, наприклад, у Франції. Вона брала на себе подвійні ролі. Якщо спочатку жінка виконувала чисто мирну роль, як-то охоронниця вогнища, доглядальниця за дітьми, то з початком війни вона мала забезпечувати сім’ю харчами, елементарними речами. Тобто галицька селянка брала на себе маскулінні ролі. В Австро-Угорщині жінки ще 1913 року почали готуватися до війни. У Львові існувала організація «Жіноча громада», і Костянтина Малицька ще у 1912 році наголошувала, що в часи війни треба визначитися, на якому ми боці. У 1913 році вони створили фонд для фінансування українського війська. Потім ці гроші пішли на формування Легіону українських січових стрільців.
Поширеним є твердження, що перші жіночі загони були створені в Росії – батальйон смерті Бочкарьвої або допоміжний жіночий корпус у Британії. Але вони були створені у 1917 році, коли це ініціював уряд. Брусилов і Керенський, побачивши депресивні настрої в армії, вирішили підключити жінок. В Україні утворення бойових жіночих формувань було добровільне. Жінки самі зголошувалися воювати зі зброєю в руках. Жіноча чота Січових стрільців-2 налічувала 33 жінки за три роки до подібних явищ у Європі. Усі жінки, що були там, пройшли міліарний вишкіл в організаціях «Січ», «Сокіл», «Пласт». Вони добре вміли стріляти, вести окопну війну. Коли ж дійшло до війни, австрійський уряд заборонив жінкам воювати. Такі жінки, як Олена Степанів-Дашкевич, Марія Бачинська, Гандзя Дмитерко, Софія Галечко та Ірена Кузь, пішли на війну. Кузь захопила п’ять ворожих солдатів і російського підпоручика та привела у штаб. Жінки, звичайно, також були задіяні в польових кухнях, мобілізаційних комітетах, пропагандистських роботах на залізничних вокзалах. Український жіночий комітет у Відні займався допомогою українським пораненим солдатам, яких там зібралося тоді понад 50 тисяч. Ці жінки розшукували і записували їх у спеціальні списки, надавали їм матеріальну та моральну допомогу, доставляли їжу, кореспонденцію, запрошували на вечори, займалися неграмотними, влаштовували лікнепи.
Війна наздоганяє жінку і після закінчення. Софія Галечко, яка була хорунжою й мала добру освіту, не знала, куди себе подіти. Багато жінок покінчило життя самогубством, бо суспільство відкинуло їх після війни, не оцінивши їхній досвід та навички.
Частина ветеранок занурювались у благодійність та громадську діяльність. Така праця українок не була структурованою: вони бралися за нагальне, продовжуючи шукати своє місце в модерновому суспільстві. Жіночі товариства та комітети допомагали пораненим солдатам, інвалідам, вдовам, сиротам та іншим жертвам війни. Українки активно працювали сестрами милосердя, декотрі з них навіть проходили спеціалізовані курси медсестер. Жінки також вели списки українських полонених, інтернованих, політв’язнів та полеглих солдатів. Завдяки цим статисткам вдалося віднайти понад 2000 українських вояків, зниклих безвісти.
Саме у цей період жінки стають активними учасницями інформаційного простору. Війна спровокувала розквіт газетярства (преса на той час була ледь не єдиним джерелом новин). І жінки стали не тільки споживачками, а й героїнями преси. Утім, у поле зору журналістів потрапляли здебільшого відомі та освічені жінки. Селянок було експлуатовано як образ жертв війни: на шпальтах газет вони завжди потерпали та скаржилися на складні умови життя.
Водночас жінки отримали змогу представляти самих себе у пресі. Так, в “Українському слові” вийшла ціла серія публікацій Северини Кабаровської про війну та роль жінки у ній. Вона закликала українок займалися просвітою, зокрема на селі.
Не останню роль у визнанні світом українок стала народна творчість. Фахові підприємства Заходу серйозно зацікавилися вишиванками та мереживними виробами. Журнали моди друкують добірки українських вишиванок.

## Бельгія
- Марта Кноккерт працювала медсестрою у Вестрозебеке та Русселері, лікуючи німецьких солдатів і солдатів союзників. Друг сім’ї залучив її шпигувати на користь британської розвідки, і деякий час вона служила подвійним агентом. За медичні заслуги була нагороджена німцями Залізним хрестом. У 1916 році була заарештована і два роки провела у в'язниці. Після війни вона отримала численні нагороди від урядів Франції, Бельгії та Великої Британії та написала мемуари під назвою «Я була шпигункою!»[27]
- Ґабріель Петі шпигувала на користь Британської секретної служби в Бельгії. Вона була страчена в 1916 році і після закінчення війни стала національною героїнею Бельгії. У 1919 році її тіло було перепоховано на державних похоронах.[28][29]

## Британська імперія

### У війську
Жінки добровільно пішли служити в армію в спеціальні жіночі корпуси; до кінця війни до них було залучено понад 80 тис. осіб. Багато служили медсестрами в таких підрозділах:
- Імперська військова служба медсестер королеви Олександри (Queen Alexandra's Imperial Military Nursing Service - QAIMNS)
- Перша медична сестринська допомога юнок (First Aid Nursing Yeomanry - FANY)
- Загін волонтерок (Voluntary Aid Detachment - VAD)
- Сестринська служба територіальних військ.

Інші корпуси були створені, щоб звільнити чоловіків від небойових ролей у збройних силах.
- Жіночий армійський допоміжний корпус, пізніше названий Королівським армійським допоміжним корпусом (Queen Mary's Army Auxiliary Corps - WAAC). WAAC поділявся на чотири секції: кулінарну, механічну, канцелярську та змішану. Більшість з них залишилися на фронті, але близько 9000 служили у Франції.[33]
- Королівська військово-морська служба жінок (Women's Royal Naval Service - WRNS).
- Жіночі Королівські ВПС (Women's Royal Air Force - WRAF).

Дві організації навчали жінок користуватися зброєю у разі вторгнення ворога, але жінки насправді ніколи не брали участь у бойових діях: Жіночий надзвичайний корпус, який став Жіночим волонтерським резервом.

### Плакатна кампанія
Пропаганда у формі плакатів, які заохочували жінок працювати на заводах, не показувала більш небезпечні аспекти умов праці під час війни, а закликала жінок приєднатися до робочої сили та зіграти свою роль у війні. Інші плакати були розроблені, щоб заохотити жінок переконати своїх чоловіків приєднатися до збройних сил. Один плакат має романтичну обстановку: жінки дивляться у відкрите вікно, поки солдати йдуть на війну. Плакат має романтичну привабливість, хоча насправді багато жінок пережили надзвичайні труднощі, коли їхні чоловіки вступали на службу. Багато військових плакатів кидали виклик існуючим соціальним установкам, за якими жінки повинні бути пасивними та емоційними, мати моральні чесноти та відповідальність за домашнє життя. На одному пропагандистському плакаті війни під назвою «Ці жінки роблять свій внесок» жінку зображено як таку, що приносить себе в жертву, приєднавшись до виробництва боєприпасів, поки чоловіки перебувають на фронті. Ці плакати не розповідають про реальну роботу з боєприпасами, включно з вибухонебезпечними хімікатами чи захворюваннями, спричиненими суворими умовами праці. Переконливі образи ідеалізованих жіночих фігур та ідилічних обстановок були розроблені, щоб спонукати жінок до участі у війні, і значно вплинули на ідею відповідної жіночої поведінки у Британії під час війни. Як наслідок, багато жінок залишили домашнє життя, щоб приєднатися до виробництва боєприпасів, спокушені кращими умовами життя, патріотичним обов’язком і високою оплатою праці.

### Боєприпасні заводи
Велика кількість жінок працювала у виробництві боєприпасів, залишивши їх, коли промисловість скоротилася наприкінці війни. Вони пішли волонтерками заради патріотизму та грошей, одержуючи зарплату вдвічі більшу, ніж вони заробляли раніше. Жінок, які працювали на цих заводах з виробництва боєприпасів, називали «муніціонетками» або «канарками» через жовту шкіру, яка з’явилася під час роботи з токсичними хімікатами.
Жінки, які працювали на збройних заводах, були в основному з сімей робітничого класу, віком від 18 до 29 років. Вони брали участь у виготовленні снарядів, вибухівки, літаків та інших матеріалів, які постачали війну на фронті, а деякі жінки працювали багато годин. Це була небезпечна та повторювана робота, яка створювала токсичні випари та передбачала поводження з небезпечними механізмами та вибухівкою. Заводи по всій Британії часто не опалювалися і були оглушливо шумні. Серед поширених захворювань і захворювань, які траплялися, були сонливість, головні болі, екзема, втрата апетиту, ціаноз, задишка, блювота, анемія, серцебиття, сеча, забарвлена жовчю, запор, прискорений слабкий пульс, болі в кінцівках, жовтяниця та отруєння ртуттю.
Під час Першої світової війни найбільшою фабрикою кордиту в Сполученому Королівстві була фабрика HM у Гретні. Жінки з усього світу приїжджали туди працювати, виробляючи те, що було відомо як «Диявольська каша», термін, введений сером Артуром Конан Дойлом для позначення суміші гарматної бавовни та нітрогліцерину, який використовувався для виробництва кордиту як палива для снарядів. Їм разом дали прізвисько «Дівчата Гретна». Багато хто з гордістю носив трикутний значок On War Work на своїй уніформі поза роботою, який тепер є частиною логотипу музею Devils Porridge. На відміну від інших боєприпасних заводів, на Гретні не було дитячих ясел. Найбільша кількість жінок, зайнятих на фабриці, становила 11 576 у 1917 році, але до жовтня 1918 року ця цифра впала до 6 285. Більшість ділянок виробництва було продано після того, як війна закінчилася, і жінки повернулися додому, деякі отримали новий досвід, наприклад, граючи у фабричній жіночій футбольній команді.
У той час як роль жінок у соціальній сфері розширилася, оскільки вони приєдналися до професій, у яких раніше домінували чоловіки, після закінчення війни жінки повернулися до своєї ролі вдома, а їхню роботу отримали солдати, які повернулися. Статистика жіночої праці знизилася до довоєнного рівня, і лише в 1939 році роль жінок знову зросла.

### Інші роботи вдома
Багато жінок працювали добровольцями на домашньому фронті як медсестри, вчителі та робітниці на традиційно чоловічих роботах. Заможні жінки-емігрантки зі Сполучених Штатів заснували в Англії організацію під назвою Американський жіночий фонд допомоги війні в 1914 році, щоб купувати машини швидкої допомоги, підтримувати лікарні та надавати економічні можливості жінкам під час війни.

### Пам'ятник п'яти сестрам
Вікно п’яти сестер Йоркського собору — єдиний меморіал у Великобританії, присвячений усім жінкам Британської імперії, які загинули під час Першої світової війни. Десять дубових ширм було додано до північної сторони каплиці Святого Миколая. У них перераховані імена кожної жінки, яка загинула під час Першої світової війни. Напис на ньому говорить: «На цьому екрані записані імена жінок Імперії, які віддали своє життя у війні 1914–1918 років, в пам’ять про яких жінки відновили вікно «П’ять сестер». На екранах подано 1513 імен.

### Австралія
Роль австралійських жінок у Першій світовій війні була зосереджена головним чином на медсестринських послугах. 2139 австралійських медсестер служили під час Першої світової війни. Їхній внесок був більш важливим, ніж спочатку очікувалося, що призвело до більшої поваги до жінок у медичних професіях.
Деякі жінки виготовляли печиво ANZAC, яке відправляли солдатам. Печиво було виготовлено за рецептом, який дозволив би йому залишатися їстівним протягом тривалого часу без охолодження.

### Канада
Під час Першої світової війни в збройних силах Канади практично не було жінок, за винятком 3141 медсестер, які служили як за кордоном, так і на внутрішньому фронті. З цих жінок 328 були нагороджені королем Георгом V, а 46 віддали життя під час виконання службових обов’язків. Незважаючи на те, що деякі з цих жінок отримали нагороди за свої зусилля, багато високопоставлених військових все одно вважали себе непридатними для цієї роботи. Хоча Велика війна офіційно не була відкритою для жінок, вони відчували тиск вдома. Була прогалина у працевлаштуванні, коли чоловіки вступали на службу; багато жінок намагалися заповнити цю порожнечу разом із виконанням своїх домашніх обов’язків.
Під час Першої світової війни медичним працівникам доводилося мати справу з медичними аномаліями, яких вони ніколи раніше не бачили. Хлорний газ, який використовували німці, спричиняв травми, для яких ще не було розроблено протоколів лікування. Єдиним лікуванням, яке заспокоїло постраждалих від газу канадських солдатів, був постійний догляд медсестер. Канадські медсестри були особливо відомі своєю добротою.
Канадці очікували, що жінки будуть симпатизувати військовим зусиллям, але ідея, що вони зроблять такий фізичний внесок, для більшості була абсурдною. Завдяки підтримці, яку жінки виявляли з початку війни, люди почали бачити свою цінність у війні. У травні 1918 року відбулася зустріч, на якій обговорювалося можливе створення Канадського жіночого корпусу. У вересні пропозицію схвалили, але проект відклали, оскільки війні було видно кінець.
На канадському внутрішньому фронті було багато способів, за допомогою яких жінки могли брати участь у військових зусиллях. У 1918 році Лоїс Аллан приєдналася до Корпусу сільськогосподарських послуг, щоб замінити людей, яких відправили на фронт. Аллан помістили в EB Smith and Sons, де вона лущила полуницю для варення. З ростом промислового виробництва також відкривалися робочі місця на заводах. Робочий день для цих жінок складався з десяти-дванадцяти годин, шість днів на тиждень. Оскільки дні складалися з тривалої монотонної роботи, багато жінок складали пародії на популярні пісні, щоб прожити день і підняти дух. Залежно від регіону Канади, деякі жінки мали вибір спати в казармах або наметах на фабриці чи фермі, де вони працювали. Відповідно до брошури, виданої Канадським департаментом громадських робіт, існувало кілька сфер, у яких жінкам доречно працювати. Це були:
1. На фруктових чи овочевих фермах.
2. У таборах готувати для робітників.
3. На змішаних і молочних фермах.
4. На хуторі допомагати годувати тим, хто вирощує врожай.
5. На консервних заводах для консервування фруктів і овочів.
6. Взяти під контроль молочні шляхи.[57]

Крім того, багато жінок були залучені до благодійних організацій, таких як Жіночий канадський клуб Оттави, які допомагали забезпечувати потреби солдатів, сімей солдатів і жертв війни. Жінок вважали «солдатами тилу», їх заохочували вживати всього менше та бути ощадливими, щоб зберегти запаси для військових зусиль.

### Видатні особистості
- Після того, як австралійська лікарка Аґнес Беннетт спробувала завербуватися в Австралійські імперські сили і отримала відмову, вона пішла доброволицею у Госпіталі шотландських жінок для дипломатичної служби. Пізніше вона стала першою жінкою-хірургинею, яка була призвана до британської армії.[58]
- Британська медсестра Едіт Кавелл допомагала лікувати поранених солдатів обох сторін в окупованій Німеччиною Бельгії. 1915 року вона була страчена німцями за те, що допомогла солдатам союзників втекти до нейтральних Нідерландів. Її смерть викликала міжнародний резонанс і призвела до стрімкого зростання кількості набраних у британську армію.[59]
- Канадська медсестра Лаура Ґембл служила в різних європейських країнах, за що в 1917 році в Букінгемському палаці отримала Королівський Червоний Хрест 2-го класу.
- Британська художниця леді Гелена Ґлейхен у Франції та Італії служила водійкою швидкої допомоги та рентгенологинею, за що їй дали звання майора в армії.[60] Пізніше вона отримала італійську Бронзову медаль за військову доблесть і в 1920 році була нагороджена орденом Святого Іоанна Єрусалимського як Дама Грації та як офіцер Ордена Британської імперії.[61][62]
- Евеліна Гаверфілд заснувала Жіночий резервний корпус швидкої допомоги та в 1915–1916 роках служила в Сербії.[63]
- Джулія Ґрейс Вельс у 1916 роціЕлсі Інгліс була шотландською хірургинею і суфражисткою. Вона заснувала Шотландські жіночі лікарні для дипломатичної служби, підтримані рухом за жіноче виборче право. Загалом для поранених у семи країнах було створено чотирнадцять госпіталів із жіночим персоналом. На знак визнання її роботи в Сербії вона стала першою жінкою, яка отримала найвищу нагороду цієї країни – орден Білого Орла.[64]
- Австралійка Олів Келсо Кінг керувала машинами швидкої допомоги для шотландських жіночих лікарень, а згодом і сербської армії. На завершальному етапі війни вона збирала гроші та встановлювала пересувні їдальні, щоб допомогти нагодувати сербський народ. Загалом сербський уряд нагородив її чотирма медалями за роботу під час війни.[65][66]
- Флора Сандес добровільно приєдналася до підрозділу швидкої допомоги Св. Іоанна в Сербії, а згодом стала офіцером сербської армії.[67] У 1916 році вона отримала найвищу нагороду сербської армії — Орден Зірки Карагеоргія.[68] У 1919 році вона стала першою жінкою-офіцером сербської армії.[30]
- У грудні 1914 року канадська науковиця Джулія Ґрейс Вельс опублікувала Вісконсинський план, також відомий як Канадський план, пропозицію створити посередницьку конференцію, що складатиметься з інтелектуалів із нейтральних країн, які працюватимуть над пошуком відповідного рішення для Першої світової війни. Цей план був представлений Конгресу Сполучених Штатів, але, незважаючи на те, що він викликав інтерес президента Вільсона, він провалився, коли США вступили у війну.[69][70]

## Німецька імперія
Німеччина дуже сильно постраждала від нестачі продовольства через перші домовленості між союзниками та нейтральними країнами про ізоляцію Німеччини від життєво важливих поставок. Зіткнувшись з дефіцитом пшениці, країна зрештою почала виробляти K-хліб, шкідливий вид хліба з картоплею. Робітничий клас, який був змушений їсти цей хліб, вважав його гіршим за пшеничний і обурювався на тих, хто їв пшеничний хліб і тістечка під час війни. Суспільне сприйняття солдатських дружин у воєнній Німеччині полягало в тому, що вони покращили своє становище, в той час як німецькі робітники страждали. Вона викликала гнів і підозру робітничого класу, який ставив під сумнів її відповідність ідеалізованому образу ощадливої домогосподарки воєнного часу, яка складала кістяк «добровільної армії на фронті».
Обурення проти солдатських дружин також поширилося серед поліцейських, які вважали, що її поведінка суперечить німецькому ідеалу і що її привілейований статус перевершує їхній власний: «дружинам солдатів не варто так галасувати, щоб не доводилося так сильно набивати морди».
Поліція обурювалася, що жінки отримають таку вигоду від служби своїх чоловіків, а протестувальники відкидали думку про те, що дружини солдатів повинні проводити півдня, «вживаючи багато тортів і збитих вершків зі своїми дітьми», тоді як нація навряд чи може дозволити собі таку розкіш. Були скарги на жінок, «одягнених у похмурий одяг, які стверджували, що у них украли годувальника чи іншого близького члена родини... створюючи тверезий образ; але, з іншого боку, слід зазначити, що жінок не торкаються ані потреби, ані відчай». Один німецький офіцер сказав, що «саме бідні жінки щодня займають кафе універмагів, дегустують делікатеси, які, звичайно, не належать до найнеобхідніших продуктів».

## Османська імперія
Жінки мали обмежену роль на першому місці, будучи медсестрами та забезпечуючи допоміжну робочу силу персоналу екстреної медичної допомоги. Це було реакцією на брак робочої сили, оскільки імперія воювала на кількох фронтах, змушуючи призвати на військову службу більшість свого чоловічого населення. Ця медична робоча сила жінок стала можливою завдяки організаціям, створеним урядом і міжнародними організаціями, такими як Червоний Хрест.
Такі жінки, як Сафіє Гусейн, ризикували життям, працюючи на госпітальному кораблі Ресіт-Паса для поранених солдатів. Це судно приймало поранених османських солдатів із Дарданелл і часто зазнавало бомбардувань ворожих літаків та інших кораблів.
IOEW (Ісламська організація зайнятості жінок), організація, сформована в 1916 році з метою «захищати жінок, знаходячи їм роботу та привчаючи їх заробляти на життя в почесних умовах», також надала жінкам обмежену роль на робочих посадах. шлях. Це був необхідний крок, щоб знайти працівників для продовження виробництва військової продукції, поки більшість наявного чоловічого населення не воює. IOEW виявилося відповідальним за більшу частину збільшення жіночої робочої сили у військовій промисловості в 1916–1917 роках. Наприклад, на фабриці військового взуття в Бейкозі в організації працювало понад 900 жінок. Однак доля організації закінчилася після припинення замовлень від військових і уряду наприкінці світової війни. Це призвело до зменшення потреби в робочих жінках і поступового зменшення робочої сили, зайнятої організацією в рік після війни, а також до остаточного закриття всіх її фабрик і розпуску IOEW.
Разом зі збільшенням попиту на робочу силу відбулося збільшення ролі білих комірців і державної служби для жінок, хоча в набагато меншому ступені, ніж чоловіків. Масова мобілізація чоловічої робочої сили спонукала націю прискорити процес дозволу міським освіченим мусульманським жінкам працювати в білих комірцях. Дискримінація немусульманського населення за допомогою такої політики, як депортація немусульман у 1915 році, відкрила для османських жінок набагато більше робочих місць для підприємницької діяльності в економіці країни. Коли в березні 1916 року Османська імперія заборонила використання будь-якої мови, крім турецької, вона, у свою чергу, надала нові можливості для османських жінок, які знали турецьку та інші іноземні мови, приділяючи особливу увагу жінкам через такі організації, як Османська школа торгівлі, яка відкрила відділення спеціально для жінок. IOEW також надавав жінкам адміністративну роботу та служив посередником для школи, щоб розподіляти студенток як стажистів у комерційних і фінансових установах по всій країні.
Під час війни жінки взяли на себе значну частину сільськогосподарського та промислового тягаря в країні, змушені мати справу з суворими умовами воєнного життя, коли багатьом жінкам доводилося працювати на будівництві доріг і укріплень. Зростання цін як на основні товари, так і на споживчі товари також унеможливило існування багатьох жінок у цих суворих умовах. Що ще гірше, були дезертири та біженці, які блукали величезними територіями Османської імперії, грабуючи та викрадаючи великі запаси товарів, таких як кукурудза та фундук, які були накопичені, щоб витримати війну. Найгірше, мабуть, те, що державні чиновники через військових чинили тиск на багатьох сільських жінок, щоб вони постачали зерно для армії за невелику компенсацію або без жодної компенсації; зерно, яке колись призначалося для їх власного існування, натомість забирали на годування армії. Багато будинків також були захоплені військовими для різних цілей, змушуючи людей (переважно жінок, через те, що переважна більшість чоловіків не воював на війні) спати на вулиці або під деревами. Ці воєнні умови вплинули на жінок непропорційно на чоловіків через примусовий характер призову в Османську імперію, який залишав жінок піклуватися про села та будинки по всій країні.
Іншим шокуючим поглядом на життя османських жінок під час війни було те, що петиції часто підкреслювали мученицьку смерть (сехітлік) своїх синів і чоловіків, щоб показати внесок своїх чоловіків у військові зусилля. Якщо смерть члена сім’ї жінки вважатиметься урядом достатньо гідним, жінці буде дозволено виплачувати невелику пенсію на основі внеску їхніх померлих близьких. Це також мало на меті показати їхню релігійну віру в публічному оточенні.
Османським жінкам не було надано багато голосу у внутрішній роботі уряду. Жінки потерпають від насильства та женоненависницької негативної реакції наприкінці війни, коли чоловіки повертаються, щоб відновити свої робочі місця. Однак війна також дала вихід новим ідеям і прагненням щодо прав жінок, про що проілюстровано в народних піснях і державній бюрократії, яка послідувала за війною.

## Росія
Невдачі російської армії на фронтах у 1916–1917 рр. викликали нове піднесення патріотизму. Значна кількість жінок після загибелі чоловіків на фронті подавали прохання або самостійно йшли доброволицями в діючу армію і несли солдатську службу. Жінки різних соціальних верств брали активну участь у війні. Їх точна кількість невідома, оскільки більшість із них перебували на фронтах під чоловічими іменами. На даний час відомо близько чотирьох десятків імен, найвідоміші з яких: Є. Чернявська, А. Пальшина, О. Цебржинська, О. Шидловська, З. Морозова, З. Смирнова, К. Райська.

### Община сестер милосердя
Особливою справою у роки Першої світової став догляд за хворими. Багато дівчат вступали до общини сестер милосердя. До 1915 р. у Російській імперії існувало 115 таких общин в підпорядкуванні РТЧХ. Крім того, сестри працювали при 3 управліннях і 2 комітетах РТЧХ, Євангелічному госпіталі й чотирьох іноземних лікарнях Петрограда. У 1916, за офіційними списками, на фронт було відправлено 17 436 сестер, які обслуговували більш ніж 2 тис. польових і тилових установ Червоного Хреста: 71 госпіталь, розрахований на 44 600 чоловік, етапні й пересувні лазарети, 11 санітарних поїздів, передові загони, санітарні транспорти, харчові й перев'язочні пункти, дезінфекційні камери, рентгенівські й хірургічні загони швидкого реагування (летючі), два плавучих госпіталі на Чорному морі, три бактеріологічні лабораторії, шість польових складів. Найбільшою організацією, що нараховувала 1603 осіб, була община святого Георгія. За нею йшли петроградські сестринства імені генерал-лейтенанта М. П. фон Кауфмана (952 особи) і святої Євгенії (465 осіб). Свято-Троїцька община в цей час нараховувала 129 сестер, а Хрестовоздвиженська — 228. В Іверській і Олександрівській («Утоли моя печали») організаціях Москви перебувало відповідно 365 і 183 сестри. В общини сестер милосердя приймалися жінки та вдови всіх станів від 18 до 40 років. До них ішли або молоді ентузіастки, або жінки, у яких через скрутне матеріальне становище не було іншого виходу: жінки з родин дрібних чиновників, зубожілих дворян, навіть селян, часом не освічені. Інтерес до цієї професії серед забезпечених прошарків російського суспільства й інтелігенції прокинувся лише у воєнний період, коли образ сестри милосердя огортався патріотичною романтикою. Події на фронтах Першої світової іноді вимагали ініціативності та самостійності з боку сестер, що значною мірою вплинуло на свідомість жіноцтва тих часів.
Деякі дівчата стали кавалерами солдатського Георгіївського хреста, а сестра Р. М. Іванова, яка прийняла на себе командування після загибелі офіцерів і сама загинула в бою, була нагороджена орденом Святого Георгія 4 ступеня посмертно. Після Катерини ІІ і сицилійської королеви Марії Софії Амалії вона стала третьою жінкою, удостоєною найпочеснішої російської бойової нагороди. Невдовзі після початку воєнних подій стали надходити повідомлення про героїчні подвиги сестер милосердя — жінок різного соціального статусу на фронті. У цьому ж званні опинилась Олександра Львівна Толстая. У перші місяці війни на театр воєнних дій відбув письменник О. Купрін з дружиною — сестрою милосердя. В одному із київських шпиталів сестрою милосердя працювала Велика княгиня Ольга Олександрівна, яка, крім догляду за пораненими, ще й виконувала їхні доручення. За самовіддану працю була нагороджена двома Георгіївськими хрестами.
Общини сестер милосердя в 1914–1917 рр. істотно розширили можливості для самореалізації жінок всіх станів, але в той же час експлуатували їхню працю.

### Жіночі бойові підрозділи
Єдиною воюючою стороною, яка розгорнула жіночі бойові загони у значній кількості, був російський Тимчасовий уряд у 1917 році. Нечисленні «жіночі батальйони» воювали добре, але не змогли забезпечити пропагандистську цінність, яка від них очікувалася, і були розформовані до кінця року. Під час пізнішої громадянської війни в Росії більшовики також використовували жінок-піхотинців.
Практика залучення жінок на військову службу будувалася на основі принципу добровільності. Так 29 червня 1917 р. було затверджено офіційний документ-положення «Про формування військових частин з жінок-добровольців». Він був затверджений з метою введення стихійного руху в організаційне русло, оскільки військове відомство не мало ніякого уявлення про їхню діяльність, штати, джерела комплектування та постачання тощо. Офіційно на жовтень 1917 р. у регулярних військах російської армії значилися:
- 1-й Петербурзький жіночий батальйон смерті,
- 2-й Московський жіночий батальйон смерті,
- 3-й Кубанський жіночий ударний батальйон смерті.

Були організовані і жіночі команди зв'язку: в Петербурзі — 2, в Москві — 2, в Києві — 5, в Саратові — 2. В Полтаві навіть існувала Перша команда розвідників-добровольців із жінок. Стихійне формування жіночих загонів йшло в Києві, Мінську, Харкові, Смоленську, Іркутську, Баку, Одесі, Маріуполі та інших містах. У червні 1917 р. Був оголошений наказ про формування першої Морської жіночої команди. Командування над ними брали на себе офіцери-чоловіки.
Одним із найвідоміших підрозділів російської армії став Добровольчий жіночий ударний батальйон смерті, який на початку літа 1917 р. очолила георгіївська кавалерка, прапорщиця Марія Бочкарьова. Причиною стало бажання уряду Російської імперії прикладом жіночих формувань повернути воїнів в окопи тоді, коли бойовий дух солдатів падав і вони відмовлялися воювати на фронті. 21 травня 1917 р. М. Бочкарьова виступила із закликом створення жіночих батальйонів для захисту Батьківщини. Незабаром її заклик був надрукований у газетах, і про жіночі формування дізналася вся країна. Ідею створення жіночих бойових команд схвалили Верховний Головнокомандувач генерал О. Брусилов і О. Керенський. Згідно з умовами прийому, учасницею формування могла стати будь-яка жінка віком від 16 років до 40 років. При цьому вона повинна була мати освітній ценз і пройти медичну комісію, яка виявляла і відсівала вагітних. Впадала в очі й інтелігентність солдаток: до 30% з них виявилися курсистками, до 40% мали середню освіту. Були і представниці дуже відомих родів: княжна Татуєва із знаменитого грузинського роду, Дубровська — дочка генерала, батальйонним ад'ютантом була Скридлова — дочка адмірала Чорноморського флоту. Йшли всі: і сестри милосердя, і домашні служниці, селянки і міщанки, випускниці університетів. Уже в липні 1917 р. жінки вперше пішли в бій, у якому батальйон втратив близько 100 осіб. У подальшому в активних бойових діях це формування участі не брало. В історію цей батальйон увійшов як єдиний жіночий підрозділ, який під командуванням жінки-офіцера воював на російсько-німецькому фронті.

### Видатні особистості
- Марія Бочкарьова (Мария Леонтьевна Бочкарева), уроджена Фролкова, на прізвисько Яшка, отримала особистий дозвіл царя Миколи II воювати разом з чоловіками в 1914 році і сформувала 1-й російський жіночий батальйон смерті в 1917 році.[82][83]
- Ольга Красильникова переодягнулася в чоловічий одяг і воювала в Польщі в 1915 році. Отримала Георгіївський хрест.[84]:144
- Наталі Тичміні воювала з австрійцями під Опатовом у 1915 році, переодягнувшись чоловіком. Отримала Георгіївський хрест.[84] :225
- Марина Юрлова (рос. Мари́на Максимилиа́новна Ю́рлова) служила у формі бойового козака, пішла добровольцем у 1914 р. у віці 14 років. Неодноразово поранена в боях, неодноразово здобувала Георгіївський хрест за хоробрість.[85][86]
- Легендою російських збройних сил стала княжна Євгенія Шаховська — єдина жінка, що служила в авіації під час Першої світової. Народившись у знатній родині й закінчивши Смольний інститут, мала гарні вокальні дані, захоплювалася спортом, автомобільними гонками і стрільбою з вогнепальної зброї. Пізніше захопилася авіацією. У червні 1912 р. успішно склала іспит і отримала диплом авіатора. З початком війни намагалася потрапити у фронтовий авіазагін льотчицею, але її прохання було відхилене. В подальшому, не залишаючи мрії про службу в авіації, працювала сестрою милосердя на санітарному потязі імені Великої Княжни Анастасії Миколаївни. Після прискореної підготовки у військовій авіашколі Шаховській присвоїли звання прапорщика інженерних військ і направили в 1-й авіазагін. Вона літала на літаку «Фарман-16». Через деякий час княжну Шаховську за сфабрикованою контррозвідкою справою засудили до страти за звинуваченням у шпигунстві на користь Німеччини. Проте Микола II замінив розстріл ув'язненням у монастирі. Після лютневих подій 1917 р. Є. Шаховську звільнили[87].

## Румунія
Відома своєю хоробрістю Екатерина Теодорою отримала дві медалі «Військова доброчесність» і отримала звання молодшого лейтенанта, ставши першою жінкою-офіцером у румунській армії. Після того, як вона була вбита в бою в 1917 році, вона стала національним героєм і в 1921 році мала державні похорони.

## Сербія
Прикладами жінок, які служать у сербській армії, є солдати та іноземки Флора Сандес і Леслі Джой Вайтгед, солдат Софія Йованович, сержант Мілунка Савич, Антонія Яворник і сержант Славка Томич, які служили з відзнаками.
Декілька жінок взяли участь у битві біля Црна-Бенд (1916), під час якої Мілунка Савич самотужки взяла в полон 23 солдати.
Під час Великої війни Сербію можна було вважати країною жінок з набагато більшою кількістю жінок порівняно з чоловіками. Сербський перепис 1910 року показав, що на 107 чоловіків припадало 100 жінок, але на час перепису Австро-Угорщини 1916 року було 100 жінок на шістдесят дев’ять чоловіків, багато чоловіків, яких не було під час перепису через шість років, були вбиті в боях, брали участь у військових діях або були інтерновані в таборах. Це призвело до нестачі чоловіків у Сербії з багатьма молодими жінками та жінками середнього віку, які не могли знайти партнерів такого ж віку. Протягом цього періоду в Сербії як суспільстві, де домінували жінки, переважаючим почуттям більшості нації були смуток, страх і тривога через війну, причому під час війни було укладено дуже мало шлюбів через непропорційну кількість чоловіків і жінок з у цей час народжується більше позашлюбних дітей, причому 4% дітей були позашлюбними порівняно з 1% мирних часів. Оскільки такі діти були головною жертвою війни в Сербії, оскільки жінки були змушені взяти на себе «соціальні обов’язки чоловіків, включаючи працю в полях, виконання важкої фізичної праці, розведення худоби та захист свого майна. Це також змінило традиційну роль жінки в Сербії з ролі домогосподарки на роль основного годувальника в сім’ї, тоді як більшість чоловіків воюють, що призвело до нових зобов’язань, таких як податки, додаткові податки та військові позики, які жінки в Сербії повинні були мати. боротися з поряд з роллю доглядача домашнього господарства». Насправді війна дала сигнал про зміну ролі жінки.
В умовах війни сербські жінки почали брати участь у низці видів діяльності за межами своєї попередньої сфери. Неочікувано, але в більшості випадків з власної волі жінки почали з’являтися на фронті посеред лихоліття війни. Деякі з них взяли в руки зброю (Мілунка Савич, Софія Йованович, Антонія Яворник, Славка Томич та інші), захищаючи свою батьківщину не інакше, як чоловіки, виявляючи дивовижну мужність і відвагу. Більше жінок почали волонтерити у військових і цивільних госпіталях. Вони були домогосподарками, художницями (Надежда Петрович), письменницями (Даніца Маркович), лікарями (як Драга Льочич), напівкваліфікованими медсестрами, доглядачами, вчителями; деякі з них були високоосвіченими, а іншим не пощастило, але вони були проникливими, вправними та швидко навчалися. Спільним для них була сильна відданість своїй країні та любов до свого народу, який зазнав цілковитого спустошення під час Великої війни. Більшість сербських медсестер пройшли прискорені курси догляду за хворими та пораненими в стаціонарах або тимчасових військових польових госпіталях і спеціальних перев’язувальних пунктах. Драгиня Бабич, Любица Лукович, Касія Мілетич і Мірка Груїч працювали як члени Кола сербських сестер, тоді як інші були організовані як частина місії Червоного Хреста в Сербії та за кордоном, щоб просити допомоги (Гелен Лосанич Фротингем). Великою підтримкою сербських волонтерок у їх прагненні допомогти іншим були жінки з інших країн, члени міжнародних медичних місій. На ранніх етапах конфлікту до Сербії прибули іноземні місії з Великої Британії та Шотландії, Сполучених Штатів Америки, Франції, Російської імперії, Швейцарії, Австралії, Данії та Нідерландів. Членами місій були переважно жінки – кваліфіковані лікарі та медсестри – і вони керували цілими лікарнями в Королівстві Сербія та Королівстві Чорногорія. Елсі Інгліс, Евеліна Гаверфілд, Елізабет Росс, Лейла Педжет, Мейбл Ґроуітч, Маргарет Ніл Фрейзер, Луїза Джордан, Едіт Голловей, Джозефіна Бедфорд, Ізабель Емслі Гаттон, Кетрін Гарлі, Лора Маргарет Гоуп, Джессі Скотт, Елеонор Солтау, Ліліас Гамільтон, Флоренс Макдавелл, Френсіс Фейрі Воррен, Мейбл Сент-Клер Стобарт, яка заснувала Жіночий конвойний корпус для хворих і поранених, і Олів Келсо Кінґ, яка керувала вантажівкою швидкої допомоги – це були деякі з гуманітарних працівниць, які розділили долю сербського народу та армії. Разом зі своїми сестрами-самарянками із Сербії вони використовували свої медичні знання та досвід, щоб допомогти сербській армії, і таким чином вони стали частиною сучасної історії маленької балканської країни та народу. який зазнав трагічного Великого відступу через підступні Албанські гори в середині зими 1915–1916 років.
Зростаюча хвиля націоналізму на початку ХХ століття, безперечно, була одним із мотивів жінок у виборі гуманітарної та благодійної діяльності. Збіг усіх цих обставин дозволив жінці вирватися з історично тривалого підпорядкованого становища в сербському патріархальному суспільстві.

### Видатні особистості
Мілунка Савич, одна з найбільш нагороджених жінок у військовій історії, воювала протягом усієї війни.

## Сполучені Штати Америки

### У війську
Під час війни 21 498 медсестер армії США (тоді всі американські військові медсестри були жінками) служили у військових госпіталях Сполучених Штатів і за кордоном. Багато з цих жінок були розташовані поблизу полів битв, і вони доглядали понад мільйон солдатів, які були поранені або хворіли. 272 медсестри армії США померли від хвороб (переважно від туберкульозу, грипу та пневмонії). У США служили вісімнадцять афроамериканських армійських медсестер, які доглядаючи за німецькими військовополоненими (ПВ) та афроамериканськими солдатами. Вони були призначені в Кемп Грант, Іллінойс, і Кемп Шерман, Огайо, і жили в окремих приміщеннях.
Hello Girls — це розмовна назва американських операторок-комутаторок під час Першої світової війни, офіційно відомих як Загін жінок-телефоністок Корпусу зв’язку. Під час Першої світової війни ці операторки комутаторів були приведені до армійського корпусу зв’язку. Цей корпус був сформований у 1917 році за закликом генерала Джона Дж. Першинга покращити стан комунікацій на Західному фронті. Претендентки на роботу в групі жінок-телефоністів корпусу зв’язку повинні були володіти двома мовами англійською та французькою, щоб гарантувати, що накази почують усі. Заявки подали понад 7000 жінок, але лише 450 з них були прийняті. Багато з цих жінок були колишніми операторками комутаторів або працівницями телекомунікаційних компаній. Незважаючи на те, що вони носили армійську форму і підпорядковувалися армійським статутам, їх не звільняли з почесними приписами, а вважали «цивільними особами», які працюють у війську, оскільки армійські статути вказували на чоловічу стать. Лише в 1978 році, до 60-ї річниці закінчення Першої світової війни, Конгрес затвердив статус ветеранки та звільнення з почесними відставками для решти жінок, які служили в підрозділі жіночих телефоністів Корпусу зв’язку.
Першими американськими жінками, зарахованими до регулярних збройних сил, були 13 000 жінок, які під час війни були прийняті на військову службу у ВМС США. Вони служили в штаті на роботах і отримували ті самі пільги та обов’язки, що й чоловіки, включаючи однакову зарплату (28,75 доларів США на місяць), і після війни до них ставилися як до ветеранів.
Корпус морської піхоти США залучив 305 жінок-резервісток морської піхоти (F), щоб «звільнити чоловіків для боротьби», зайнявши такі посади, як клерки та телефонні оператори на тилу.
У січні 1918 року Міртл Газард пішла на службу і стала у береговій охороні радисткою, а потім електриком. Вона була єдиною жінкою, яка служила в береговій охороні під час війни. Існує поширена думка, що сестри-близнючки Женев'єва та Люсіль Бейкер в 1918 році перейшли з резерву військово-морської берегової оборони до берегової охорони США , але їх історія виявилася апокрифічною.
Ці жінки були демобілізовані, коли військові дії припинилися, і окрім корпусу медсестер військові у формі знову стали виключно чоловіками. У 1942 році жінок знову залучили до армії, переважно за британською моделлю.

### Невійськова підтримка
- Жіноча сухопутна армія Америки була цивільною організацією, яка залучала десятки тисяч жінок до сільськогосподарських робіт, щоб звільнити чоловіків для військової служби.[6]
- Червоний Хрест найняв близько восьми мільйонів жінок як волонтерів на різних посадах і підготував близько 20 000 медсестер для збройних сил. Вони також організували Автомобільну службу, що складалася з тисяч водійок і автомеханікинь, які забезпечували різні види транспорту.[6]
- Армія порятунку «Lassies» забезпечувала солдатів у США та за кордоном кавою, випічкою та різними особистими послугами, наприклад написанням листів.[6]

### Видатні особистості
- Ґрейс Бенкер, головна операторка Hello Girls, отримала армійську медаль «За відмінні заслуги».[6]
- Мейбл Гроїч, американська медсестра, яка працювала з Червоним Хрестом. У 1914 році вона очолила групу медсестер, у тому числі Флору Сандес, із Сполученого Королівства до Сербії.
- Джой Брайт Генкок була однією з перших жінок, які поступили на службу у ВМС США. Вона отримала медаль Перемоги в Першій світовій війні, а пізніше відіграла важливу роль в інтеграції жінок до регулярного флоту.[6][111]
- Ліна Гіґбі (1874–1941) служила суперінтенданткою Корпусу медсестер ВМС США. Вона відома як перша жінка, нагородженою Військово-морським хрестом.[112] USS Higbee, есмінець у складі ВМС США під час Другої світової війни, був першим військовим кораблем США, названим на честь жінки-члена ВМС США[113][114]. USS Lenah H. Sutcliffe Higbee, також есмінець з керованими ракетами названий на честь Гіґбі, був охрещений 24 квітня 2021 року в Паскагулі, штат Міссісіпі.
- Анна Говард Шов заснувала Жіночий комітет Ради національної оборони Сполучених Штатів, за що вона стала першою жінкою, яка отримала медаль «За відмінні заслуги».[6][115]
- Джулія Гант Кетлін Парк ДеПью Тауффліб, філантропка і перша американка, яка була нагороджена Орденом Воєнного Хреста та Орденом Почесного Легіону після того, як перетворила свій французький замок на лікарню.

## Фінляндія
Під час Громадянської війни у Фінляндії 1918 року понад 2000 жінок воювали в Жіночій Червоній гвардії, сформованій на початку лютого з більш ніж 15 жіночими гвардійськими підрозділами. Жінки-охорониці брали участь у боях упродовж усієї війни, у таких битвах, як битва при Тампере, де мерію утримували останні осередки опору Червоної гвардії. Наприкінці громадянської війни загинуло понад 755 жінок-червоногвардійох, від 70 до 130 з них були вбиті на полі бою, понад 20 % або від 400 до 500 осіб були страчені білогвардійцями-переможцями, а від 80 до 110 загинули в таборах для полонених а 150-200 членів стали дезертирками.

## Франція
- Мадам Арно, вдова офіцера французької армії, організувала Добровольчий корпус французьких і бельгійських жінок для національної оборони.[117]
- Луїза де Беттіньї була французькою секретною агенткою, яка шпигувала за німцями для британців під псевдонімом Аліса Дюбуа.[118][119] Організована нею Alice Network налічувала близько 80 осіб. Де Беттіньї посмертно була нагороджена Хрестом Почесного легіону, Воєнним хрестом 1914–1918 (Франція) з пальмою та Британською військовою медаллю, а також отримала звання офіцера Ордена Британської імперії.[120]
- Фотографія Марі Марвінт у літаку 1912 рокуУ 1915 році Марі Марвінт стала першою жінкою, яка виконувала бойові завдання. За бомбардування німецької військової бази в Меці вона отримала Військовий хрест[121].
- Емілієн Моро, якій було лише 16 років, коли німці вторглися до Франції, заснувала школу, а пізніше перетворила свій сімейний дім на тимчасовий пункт першої допомоги. Вона вбила кількох німців, у тому числі двох з револьвера, за що отримала французький військовий хрест разом з іншими нагородами та медалями від британців.[122]
- Луїза Тулієз була вчителькою, яка працювала з британською медсестрою Едіт Кавелл та іншими, щоб допомогти солдатам Союзників, які опинилися в пастці за лінією ворога, вибратися з Бельгії та до Голландії. У 1915 році разом з Кавелл вона була схоплена і засуджена до смертної кари, але її вирок було замінено на довічне ув’язнення після скандалу через страту Кавелл. Вона була нагороджена Орденом Воєнного хреста та Орденом Почесного легіону.[123]
- Марі Леоні Вангутт працювала з Луїзою де Беттінґі під кодовим іменем Шарлотта Ламерон.[124] Вона була нагороджена Орденом Почесного легіону, Воєнним хрестом 1914–1918 (Франція) і була присвоєна звання офіцера Ордена Британської імперії.[125][126]

## Жінки Європи у Першій світовій
Первісно цю війну уявляли як коротку, швидку і переможну, то ж загальна мобілізація до війська чоловіків у країнах Європи супроводжувалась закриттям підприємств, власниками та працівниками яких були саме чоловіки. Жінки у містах, які через це також втратили роботу і заробіток своїх мобілізованих чоловіків, опинилися в економічній скруті. Для декого виходом стала праця у майстернях з рукоділля, заснованих заможними дамами. Війна дала значний поштовх жіночій благодійності. Водночас селянки змушені були негайно заступити чоловіків у сільському господарстві, щоб своєчасно зібрати врожай 1914 року. Війна дуже швидко перетворилася на смертоносну, відчувалася гостра нестача військової медичної служби. На воєнних плакатах того часу з’являється новий жіночий образ медсестри – “білого ангела” – яка турбується про поранених. Коли стало очевидним, що війна буде тривалою, уряди країн усвідомили необхідність реорганізації економіки для роботи в режимі воєнного часу, щоб забезпечити першорядні потреби населення та армії.
Величезні людські втрати на фронтах вимагали подальшої мобілізації чоловіків. Усе це призвело до потреби ширшого залучення жінок до роботи у промисловості, що негайно знайшло відображення на воєнних плакатах. Процес трудової мобілізації жіноцтва різних країн мас свої особливості: у Франції він був суголосний бажанню багатьох жінок мати оплачувану роботу, у Німеччині уряд централізовано координував цей процес, тоді як у Великій Британії довелося домовлялися з профспілками, що прагнули забезпечити інтереси чоловіків, і наполягали, аби прийом жінок на роботу був тимчасовим.
Жінки різного віку і статусу стали до роботи, замінивши чоловіків де було можливо: вони працювали не лише листоношами, офіціантками, водійками трамваїв, але й на інших раніше суто “чоловічих” роботах (в тому числі у важкій і воєнній промисловості). Вкрай важкі і небезпечні умови праці та 11-12 годинні робочі зміни не зупиняли жінок, які швидко опановували нові спеціальності та демонстрували високу продуктивність. Водночас високою була і оплата такої праці. Загалом протягом війни у Франції, де до 1914 р. жінки становили третину робочої сили, їх частка у промисловості та торгівлі зросла на 20 %, тоді як у Великій Британії, де у довоєнний час одружені жінки були переважно домогосподарками, частка працюючих жінок зросла на 50 %.
У той час у діючих арміях європейських країн жінок не було. Окрім російського жіночого батальйону під командуванням Марії Бочкарьової та британського допоміжного армійського корпусу, уряди інших держав не допустили жінок до військової служби з огляду на панівні суспільні стереотипи та упередження.
Населення окупованих територій потерпало від насильства, примусу до праці, терору, грабунків, вбивств та руйнувань, що викликало потоки біженців з Півночі Франції. Серед воєнних злочинів німецьких вояків у Бельгії та на півночі Франції – зґвалтування місцевих жінок, масштаби якого годі оцінити. Новою проблемою воєнного часу стали діти, народжені внаслідок зґвалтування.
Жінки окупованих земель брали участь у русі опору, організовували мережі для втеч і розвідки, які, втім, було зруйновано у 1915 р. Деякі жінки згодом стали символом опору окупантам та були нагороджені за героїзм.
Водночас у тилу війна не відчувалася безпосередньо, але там жінки також страждали від розлуки і самотності: лише зрідка солдати отримували короткі відпустки, щоб навідати родину. Рятувало листування. Тогочасне листування є цінним джерелом для дослідників, які вивчають воєнне повсякдення. Фронтові листи стають популярною темою воєнного плаката.
Від самого початку війни смерть стала масовим явищем, однак втрати різних країн були неоднаковими: найбільших втрат зазнали Німеччина (1,8 млн) та Росія (1,7 млн), а також Франція і Австрія (1,3 і 1,4 млн відповідно), тоді як загинуло 750 тис британців і 115 тис американців. У війську найбільш ризикованою для життя була служба у піхоті, що складалася переважно з селян. Водночас зазнало втрат і цивільне населення, зокрема жінки, які страждали від голоду, надмірних фізичних і психологічних навантажень на підприємствах і вдома, хвороб воєнного часу (туберкульоз). Особливо потерпали селянки, яким довелося замінити не лише чоловіків, але й коней, яких також забрали для потреб армії. У містах відчувалася гостра нестача продовольства, адже всі ресурси були спрямовані на потреби війська. Мешканців закликали до економії і ощадності, подекуди була запроваджена карткова система. Однак за час війни чимало людей загинули від голоду (у Німеччині – біля 700 тис).

## Ставлення до війни: між патріотизмом, пацифізмом та соціальними протестами
У суспільствах, що воюють, від жінок очікують особливого патріотизму: вони мають віддавати вітчизні своїх синів і чоловіків, надихати їх відвагою і виряджати на фронт. При цьому жінки мали зберігати вірність своїм чоловікам: жіноча сексуальність перебувала під пильним контролем. Для жінок повсякденний патріотизм означав вистояти, вижити, виказуючи жертовність і милосердя.
З початком війни призупинив свою діяльність і міжнародний феміністський рух: на цей час пріоритетом активісток стали не стільки права жінок, скільки патріотичний обов’язок. Феміністки підкреслювали важливу роль жінок у часи війни, які на ділі засвідчили здатність до праці у різних сферах. Феміністки спрямували свої зусилля на захист найбільш знедолених жінок. Пацифістська течія жіночого руху була у меншості, хоча назагал феміністки прагнули миру для своїх країн. У 1915 р. феміністки зібралися у Берні під егідою Клари Цеткін, яку за озвучений там заклик до негайного миру було ув’язнено. Інший жіночий конгрес у Гаазі, у квітні 1915 р. зібрав близько 900 учасниць. Окрім заклику до миру та надання жінкам рівних прав, його наслідком цього стало створення Міжнародної ліги жінок за мир і свободу.
З 1917 р. суфражистки повернулися до вимоги надання жінкам виборчих прав. На час війни практично у всіх країнах були заборонені будь-які акції громадянської непокори, страйки і демонстрації, однак жінки регулярно порушували цю заборону, протестуючи проти нестачі харчів, низьких зарплат, інфляції.

## Вплив війни на стан прав жінок
Активно досліджується тема впливу війни на життя жінок. Зокрема, постає питання, чи війна емансипувала жінку? Є два аргументи на користь ствердної відповіді. По-перше, це засвідчує мода 1920-х років: короткі стрижки і спідниці дозволили жінкам різних верств звільнити від умовностей власне тіло. По-друге, після закінчення війни жінки багатьох європейських країн (окрім Франції та Італії, де це сталося значно пізніше) отримали виборчі права.
Війна стала серйозним випробуванням для усіх громадян воюючих країн. Повоєнне суспільство, після пережити труднощів і втрат, жило скорботою і почуттям боргу перед загиблими. Пропам’ятні практики (меморіали та вшанування героїв та жертв війни) розгорталися на тлі невирішених соціальних проблем вдів і сиріт. Спостерігалося загальне, колективне прагнення після війни повернутися до нормального трибу життя: звідусіль лунали заклики до повоєнної відбудови та заохочення жінок до материнства.
Фізично і психічно травмовані війною ветерани поверталися у свої сім’ї, створюючи нові проблеми, їх адаптація до цивільного життя була складною і болісною. З іншого боку, чимало жінок здобули новий корисний досвід, знання та навички, усвідомили свої права. Через фронтові втрати чимало робочих місць були вакантними для жінок і ті змогли утвердитися у різних професіях. Війна справді посприяла емансипації жінок, особливо молодих дівчат з заможних родин: вони отримали більше особистої свободи, позбулися контролю батьків. Праця під час війни дала багатьом жінкам змогу здобути освіту і фах, тоді як раніше їх єдиною долею було життя матері-домогосподарки. Підсумовуючи, Франсуазе Тебо ще раз наголосила, що вплив війни на долю жінок був настільки ж різним, наскільки різними є самі жінки.